# Edgar Valdez Villarreal

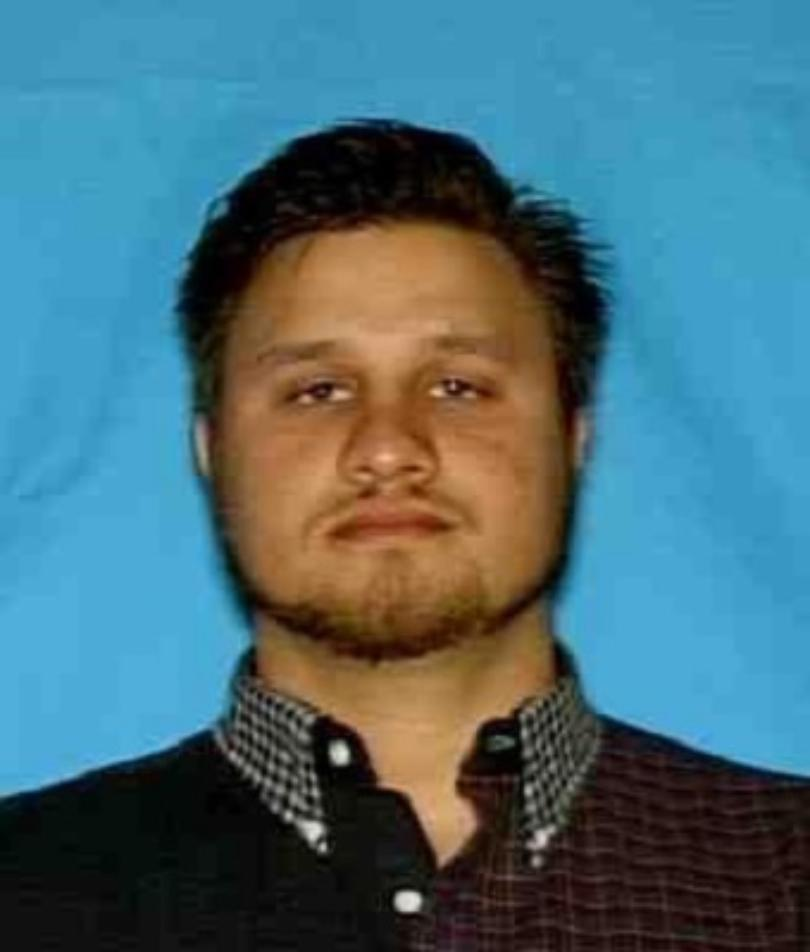
Edgar Valdez Villarreal

Edgar Valdez Villarreal oder La Barbie (* 11. August 1973 in Laredo, Texas) ist ein Drogenhändler, der mit verschiedenen mexikanischen Drogenkartellen zusammenarbeitete, insbesondere aber mit dem Beltrán-Leyva-Kartell. Er führte eine kleine, allerdings sehr brutale Mörder- und Schmugglerbande in Nuevo Laredo und Acapulco an. Er stammt aus einer US-amerikanischen Mittelstandsfamilie.

## Leben
Valdez wuchs in der US-Grenzstadt Laredo auf und besuchte dort die Schulen. Sein Übername "La Barbie" kam von seinem Football Coach, nachdem man ihn zuerst wegen seines Aussehens Ken, das männliche Pendant von Barbie, nannte.
Nach seinem High-School-Abschluss begann er seine kriminellen Aktivitäten mit dem Verkaufen und Schmuggeln von Marihuana. 1998 wurde er in den USA wegen Drogenschmuggel angeklagt. Er setzte sich nach Nuevo Laredo, Mexiko,  ab und arbeitete dort mit Dionisio Román García Sánchez (alias El Chacho) zusammen.
2002 schaltete Valdez eine ganzseitige Zeitungsanzeige, in der er die Los Zetas beschuldigte, seinen Tod zu wollen und vom Staat dafür nicht behelligt zu werden. Er schloss sich daraufhin dem Beltrán-Leyva-Kartell an.
2005 erschien auf YouTube ein Video, in dem mehrere mutmaßliche Mitglieder der Los Zetas Informationen über ihre Organisation preisgeben. Einer von ihnen wurde schließlich erschossen. Die Stimme aus dem Off wird Valdez zugeschrieben.
Am 22. August 2010 wurden an einer Brücke in Cuernavaca über der Autobahn Mexiko-Stadt – Acapulco vier geköpfte Leichen an den Füßen aufgehängt gefunden. Diese sollten laut einem beigefügten Zettel eine Warnung an Valdez und seine Gefolgsleute darstellen.
Bis zu seiner Festnahme soll Óscar Osvaldo García Montoya der Leibwächter von Edgar Valdez Villarreal gewesen sein.

## Festnahme und Auslieferung in die USA
Auf ihn setzte die US-Regierung eine Belohnung von zwei Millionen Dollar aus. Er wurde am 30. August 2010 zusammen mit vier anderen Personen aufgrund von Informationen der US-Geheimdienste und den Aussagen von früheren Komplizen in der Nähe von Mexiko-Stadt ohne Gegenwehr festgenommen. Ihm wird „Gefährdung der Nationalen Sicherheit“ vorgeworfen. Felipe Calderón sprach von ihm als dem meistgesuchten mexikanischen Verbrecher. Laut der amerikanischen Drogenfahndung soll Valdez im Beltrán-Leyva-Kartell für das Schutzgeldgeschäft zuständig gewesen sein. Außerdem soll er der Anführer der Los Negros, einer Gruppe, die für eine große Anzahl von Morden verantwortlich war, gewesen sein und maßgeblich für die Ausdehnung des Drogenkriegs nach Zentral- und Südmexiko verantwortlich sein.
Im November 2010 wurden die Formalitäten für eine mögliche Auslieferung in die USA eingeleitet. Am 30. September 2015 lieferte ihn die mexikanische Regierung auf Antrag eines US-Gerichtes zusammen mit 12 weiteren Kriminellen in die USA aus. Er ist wegen Zugehörigkeit zu einer kriminellen Organisation und Geldwäsche in den USA angeklagt.
Im Juni 2018 wurde Valdez von einem Gericht in Atlanta in Georgia zu einer Haftstrafe von 49 Jahren und einem Monat verurteilt.